# Caccoplectus nuttingi
Caccoplectus nuttingi är en skalbaggsart som beskrevs av Chandler 1976. Caccoplectus nuttingi ingår i släktet Caccoplectus och familjen kortvingar. Inga underarter finns listade i Catalogue of Life.